# Total Recall (2012)
Total Recall é um filme americano de 2012, uma refilmagem do filme homônimo de 1990, que por sua vez é baseado num conto de 1966 de Philip K. Dick, "We Can Remember It for You Wholesale". Ao contrário do filme anterior, este filme não apresenta a viagem ao planeta Marte, e contém um forte conteúdo político mostrando uma rebelião de trabalhadores operários da Colônia (Austrália) contra a elite abastada da União Britânica (Europa).

## Sinopse
No fim do século XXI uma guerra química deixou a Terra quase inabitável. Os dois territórios viáveis à vida humana são a União Federativa da Bretanha - UFB (Europa) e a Colônia (Austrália). Diariamente operários da Colônia viajam pelo planeta através do único transporte possível, a "Queda". A viagem pelo subterrâneo do planeta dura dezessete minutos.
Douglas Quaid mora na Colônia e trabalha na UFB como operário. Infeliz com sua rotina, vai à Recall, empresa que implanta na mente memórias à escolha do cliente. Quaid escolhe ser um agente secreto, porém o procedimento dá errado e logo o local é cercado pela polícia.
Ele os elimina com uma destreza que o surpreende, assim como a tentativa de sua própria esposa de matá-lo quando ele lhe conta o ocorrido. Passa a fugir e recebe a ajuda de Melina, presente em seus sonhos recorrentes. Começa a descobrir pouco a pouco quem realmente é: Hauser, principal agente da inteligência do governo da UFB dirigido por Cohaagen. Deveria infiltrar-se no movimento da Resistência, liderada por Matthias, que luta contra a exploração dos trabalhadores da Colônia.

## Elenco
- Colin Farrell ..... Douglas Quaid / Hauser
- Kate Beckinsale ..... Lori Quaid, esposa de Quaid
- Jessica Biel ..... Melina, membro da Resistência
- Bryan Cranston ..... Cohaagen
- Bokeem Woodbine ..... Harry, amigo de Quaid
- Bill Nighy ..... Matthias, líder da Resistência
- John Cho ..... Mac, gerente da Recall
- Will Yun Lee ..... Marek, colega de trabalho de Quaid
- Dylan Scott Smith ..... Hammond

## Produção
Em 2 de junho de 2009, a Variety informou que Kurt Wilmer escreveria o roteiro da refilmagem. Mark Bomback também co-escreveu e James Vanderbilt "poliu" o roteiro. Mais de um ano depois, Len Wiseman recebeu o convite para dirigir o filme. Paul Cameron é o diretor de fotografia e Christian Wagner é o montador. A trilha sonora é uma colaboração entre Harry Gregson-Williams e o grupo galês de música eletrônica Hybrid.
Em agosto de 2010 Arnold Schwarzenegger manifestou interesse em repetir sua interpretação como Doug Quaid, até que em outubro de 2010 finalmente foi feito o anúncio, na Hollywood Reporter, que Colin Farrell estava no topo da lista dos selecionados para o papel, que incluía Tom Hardy e Michael Fassbender. Em 11 de janeiro de 2011 foi anunciado que Farrell tinha obtido o papel. Farrell declarou em abril do mesmo ano que a refilmagem não seguiria fielmente o conto de Dick.
Kate Beckinsale (esposa de Wiseman) e Jessica Biel foram confirmadas em 25 de maio, depois de as atrizes Eva Green, Diane Kruger e Kate Bosworth terem sido consideradas para o papel de Biel. O ator Bryan Cranston, de Breaking Bad, foi escalado como o principal vilão do filme. Posteriormente somaram-se ao elenco Bill Nighy e John Cho.
Com um orçamento divulgado de 125 milhões de dólares, as filmagens começaram em Toronto, Canadá, em 16 de maio de 2011, e terminaram em 20 de setembro do mesmo ano. Algumas cenas foram filmadas nos Pinewood Toronto Studios, bem como na Universidade de Toronto, na CIBC Commerce Court, na Universidade de Toronto Scarborough, no Centro de Convenções Metropolitano de Toronto, e em Guelph. O filme foi filmado com câmeras digitais Red Epic e lentes anamórficas Panavision. Após adquirir os direitos do filme da Miramax Films, a Columbia Pictures o distribuiu.

## Lançamento

### Bilheterias
Total Recall foi lançado em 3 de agosto de 2012, em 3.601 cinemas nos Estados Unidos, arrecadando 9.100.000 de dólares no dia de estreia e 26 milhões no fim de semana da estreia, com uma média por cinema de 7.220 dólares.

### Recepção da crítica
O filme recebeu críticas negativas; apresenta atualmente uma avaliação de 30% "Rotten" no site agregador de críticas Rotten Tomatoes, com base em 129 críticas diferentes, e um consenso que afirma: "Embora apresente algumas sequências de ação impressionantes, Total Recall não tem a trama intrincada, o humor bizarro, e as personagens complexas que fizeram do [filme] original um clássico da ficção científica." No site Metacritic, que atribui uma média a partir das análises dos principais críticos, o filme recebeu 44/100, com base em 38 críticas diferentes.